# Ferran Roquer Padrosa
Ferran Roquer Padrosa   (Portbou, 6 de desembre de 1967) és un economista i polític català. Alcalde de Borrassà entre 2003 i 2022 i diputat al parlament de Catalunya des del 2018 al 2022. Va deixar els càrrecs per ser síndic de Comptes de Catalunya.
Llicenciat en Direcció i Administració d'Empreses i diplomat en Ciències Empresarials per la Universitat de Girona. Va treballar de tècnic tributari i va ser professor associat a l'àrea de Dret Financer a la Universitat de Girona. També va exercir de professor d'economia a secundària.
Va ser l'alcalde de Borrassà des de juny de 2003 i fins al febrer de 2022, primer amb Convergència i Unió i posteriorment amb Junts per Catalunya. De febrer de 2011 fins a març de 2013 va ser director dels Serveis Territorials de Benestar Social i Família. A partir de 2013 va ser el director dels Serveis Territorials del Departament d'Empresa i Ocupació a Girona. El 15 de juliol de 2015 va ser nomenat president del Consell Comarcal de l'Alt Empordà, on havia estat conseller de Turisme, Esports i Joventut. Va renunciar a la presidència del consell comarcal el 31 de juliol de 2018, quan va ser substituït per Montserrat Mindan.
Va entrar com a diputat al Parlament a finals de gener de 2018 arran de la renúncia de Lluís Puig des de l'exili a Brussel·les. Sempre va ser crític amb el barcelonacentrisme:
| «                                    | Si plou o neva de manera intensa a Borrassà, per exemple, això mereix ser dit i sabut a la resta del territori català encara que no plogui ni nevi a Barcelona. | » |
| — Ferran Roquer (2021), Revista Crae | |   |